# Norman Lovett
Norman Lovett (ur. 31 października 1946 w Windsorze) – brytyjski aktor i komik, najbardziej znany z występów w serialu Czerwony karzeł.
Jako młody człowiek imał się różnych zajęć, był m.in. pracownikiem galerii sztuki i serwisantem automatów z kawą. Jako trzydziestoparolatek postanowił spróbować swych sił jako artysta kabaretowy. Wykształcił swój specyficzny styl, charakteryzujący się surrealistycznymi żartami, których wydźwięk dodatkowo wzmacnia jego zwykle bardzo spokojne i powściągliwe zachowanie na scenie. Z czasem zaczął pojawiać się także w telewizji.
Swą najbardziej znaną rolę na szklanym ekranie wykreował w sitcomie w konwencji science-fiction Czerwony karzeł. Występował tam w seriach 1-2 oraz 7-8 jako męski awatar superkomputera sterującego tytułowym statkiem kosmicznym (w seriach 3-5 komputer miał kobiecego awatara, granego przez Hattie Hayridge, a w serii 6 postać ta nie występowała). Lovett grał w serialu wyłącznie głową, która była wyświetlana innym bohaterom na rozmaitych ekranach. Reszta jego ciała była niewidoczna.
W 1989 zagrał w autorskim serialu komediowym „Ja, Lovett”, zamkniętym już po jednej serii. Pojawiał się gościnnie także w innych produkcjach, m.in. w Co ludzie powiedzą?. W 2000 powrócił do telewizji w serialu Asylum. Głównym zajęciem wciąż pozostają jednak dla niego występy sceniczne.